# Brusnik, Zaječar
Brusnik (izvirno srbsko Брусник) je naselje v Srbiji, ki upravno spada pod Mesto Zaječar; slednja pa je del Zaječarskega upravnega okraja.

## Demografija
V naselju živi 426 polnoletnih prebivalcev, pri čemer je njihova povprečna starost 57,4 let (56,0 pri moških in 58,5 pri ženskah). Naselje ima 218 gospodinjstev, pri čemer je povprečno število članov na gospodinjstvo 2,09.
To naselje je večinoma srbsko (glede na rezultate popisa iz leta 2002), a v času zadnjih treh popisov je opazno zmanjšanje števila prebivalcev.
|  |

| Demografija | Demografija     | Demografija     |
| Leto        | Št. prebivalcev | Št. prebivalcev |
| ----------- | --------------- | --------------- |
|             |                 |                 |
|             |                 |                 |
|             |                 |                 |
|             |                 |                 |
| 1948        | 1398            |                 |
| 1953        | 1432            |                 |
| 1961        | 1350            |                 |
| 1971        | 1076            |                 |
| 1981        | 846             |                 |
| 1991        | 589             | 569             |
| 2002        | 486             | 456             |
|             |                 |                 |

| Etnična sestava po popisu iz leta 2002 | Etnična sestava po popisu iz leta 2002 | Etnična sestava po popisu iz leta 2002 | Etnična sestava po popisu iz leta 2002 | Etnična sestava po popisu iz leta 2002 |
| -------------------------------------- | -------------------------------------- | -------------------------------------- | -------------------------------------- | -------------------------------------- |
| Srbi                                   | Srbi                                   |                                        | 453                                    | 99,34%                                 |
| Črnogorci                              | Črnogorci                              |                                        | 2                                      | 0,43%                                  |
| Neznano                                | Neznano                                |                                        | 1                                      | 0,21%                                  |